# Лунгомаре (Анкона)
Лунгомаре је насеље у Италији у округу Анкона, региону Марке.
Према процени из 2011. у насељу је живело 295 становника. Насеље се налази на надморској висини од 1 м.